# Olax benthamiana
Olax benthamiana är en tvåhjärtbladig växtart som beskrevs av Friedrich Anton Wilhelm Miquel. Olax benthamiana ingår i släktet Olax och familjen Olacaceae. Inga underarter finns listade i Catalogue of Life.